# Communauté de communes du Pays de Du Guesclin
La  communauté de communes du Pays de Du Guesclin  (ou de Duguesclin) est une ancienne communauté de communes française, située dans le département des Côtes-d'Armor, en région Bretagne. Elle tire son nom de Bertrand Du Guesclin, connétable de France au XIVe siècle.

## Histoire
Créée le 20 décembre 1993 par arrêté préfectoral, la communauté de communes du Pays de Du Guesclin regroupait l'ensemble des communes du canton de Broons. Elle avait succédé au SIVOM du canton de Broons fondé en 1966.
Elle disparaît le 31 décembre 2016 à la suite de l'intégration de ses différentes communes dans l'une des deux nouvelles intercommunalités créées : Broons, Mégrit et Yvignac-la-Tour rejoignent Dinan Agglomération tandis que les six autres communes Éréac, Lanrelas, Rouillac, Sévignac, Trédias et Trémeur sont intégrées à Lamballe Terre et Mer.

## Territoire communautaire

### Géographie
Située dans le pays de Dinan, au sud-est du département, la communauté de communes regroupait les neuf communes du canton de Broons.

### Composition
Elle était composée des 9 communes suivantes :
| Nom             | Code Insee | Gentilé      | Superficie (km2) | Population (dernière pop. légale) | Densité (hab./km2) |
| --------------- | ---------- | ------------ | ---------------- | --------------------------------- | ------------------ |
| Broons (siège)  | 22020      | Broonais     | 35,21            | 2 929 (2014)                      | 83                 |
| Éréac           | 22053      | Éréacais     | 21,21            | 679 (2014)                        | 32                 |
| Lanrelas        | 22114      | Lanrelasiens | 29,40            | 817 (2014)                        | 28                 |
| Mégrit          | 22145      | Mégritiens   | 20,63            | 795 (2014)                        | 39                 |
| Rouillac        | 22267      | Rouillacais  | 15,77            | 399 (2014)                        | 25                 |
| Sévignac        | 22337      | Sévignacais  | 43,25            | 1 114 (2014)                      | 26                 |
| Trédias         | 22348      | Trédiasais   | 11,01            | 491 (2014)                        | 45                 |
| Trémeur         | 22369      | Trémeurois   | 14,56            | 717 (2014)                        | 49                 |
| Yvignac-la-Tour | 22391      | Yvignacais   | 35,39            | 1 180 (2014)                      | 33                 |

### Démographie
| 1999  | 2006  | 2009  | 2011  | 2012  |
| ----- | ----- | ----- | ----- | ----- |
| 8 063 | 8 561 | 8 935 | 9 163 | 9 209 |

## Administration

### Siège
Le siège de la communauté de communes était au Parc d'activités du Chalet à Broons.

### Conseil communautaire
Les 22 conseillers titulaires étaient répartis selon le droit commun comme suit :
| Nombre de conseillers | Communes                         |
| --------------------- | -------------------------------- |
| 6                     | Broons                           |
| 3                     | Sévignac, Yvignac-la-Tour        |
| 2                     | Éréac, Lanrelas, Mégrit, Trémeur |
| 1                     | Rouillac, Trédias                |

### Élus
La communauté de communes était administrée par un conseil communautaire constitué en 2014 de 22 conseillers communautaires.
À la suite des élections municipales de 2014 dans les Côtes-d'Armor, le conseil communautaire du 24 avril 2014 avait élu son président, Jean-Luc Couëllan, maire de Rouillac, ainsi que ses 6 vice-présidents. La liste des vice-présidents était alors la suivante :
|     | Attributions                                 | Identité               | Qualité                 |
| --- | -------------------------------------------- | ---------------------- | ----------------------- |
| 1er | Développement économique                     | Francis Dault          | Maire de Trémeur        |
| 2e  | Finances et personnel                        | Jean Giblaine          | Maire de Mégrit         |
| 3e  | Voirie                                       | Yvon Berhault          | Maire de Sévignac       |
| 4e  | Environnement                                | Yves Lemoine           | Maire de Lanrelas       |
| 5e  | Social, enfance, jeunesse, sports et culture | Jean-Luc Boissel       | Maire d'Yvignac-la-Tour |
| 6e  | Communication, tourisme et patrimoine        | Marie-Pierrette Poilvé | Maire de Trédias        |

### Liste des présidents
| Période                                    | Période       | Identité          | Étiquette | Qualité                                                                |
| ------------------------------------------ | ------------- | ----------------- | --------- | ---------------------------------------------------------------------- |
| Syndicat intercommunal à vocation multiple |               |                   |           |                                                                        |
| 1966                                       | avril 1983    | Pierre Douard     | DVD       | Maire d'Éréac (1953 → 1983) Conseiller général de Broons (1964 → 1976) |
| avril 1983                                 | avril 1989    | Jean-Louis Labbé  | DVD       | Maire de Broons (1965 → 1989)                                          |
| avril 1989                                 | décembre 1993 | Louis Deniel      | DVD       | Maire de Broons (1989 → 2001)                                          |
| Communauté de communes                     |               |                   |           |                                                                        |
| janvier 1994                               | juillet 1995  | Louis Deniel      | DVD       | Maire de Broons (1989 → 2001)                                          |
| juillet 1995                               | avril 2008    | Jérome Le Breton  | DVG       | Maire de Trédias (1995 → 2014)                                         |
| avril 2008                                 | avril 2014    | Henri François    | PS        | Maire de Trémeur (2001 → 2014)                                         |
| avril 2014                                 | décembre 2016 | Jean-Luc Couëllan | DVD       | Maire de Rouillac (2001 → )                                            |